# Brog

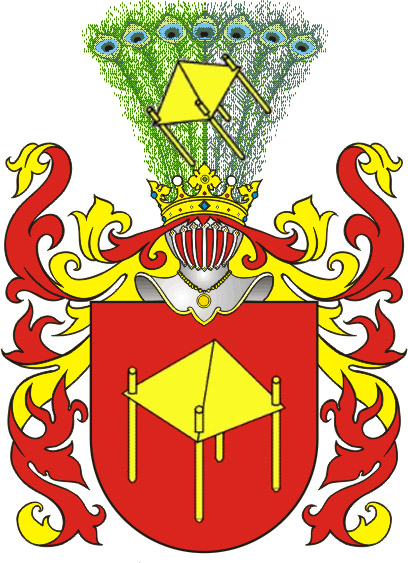
Brog im Schild und Oberwappen

Zwei gebräuchlichste Brogformen in der Heraldik

Brog ist eine gemeine Figur in der Heraldik. 
Verbreitet und sehr beliebt ist das Bild in der polnischen Wappenkunst und bedeutet Heuschober. Dargestellt wird die Figur als ein auf vier Pfählen ruhendes Strohdach. Die Darstellung gleicht einem modernen Party-Zelt. Beispielwappen führte die Uradelsfamilie von Radolinski, der späteren Fürsten von Radolin.